# Rákoš Rákoczy
Rákós Rákóczy, JW I/2, és un ballet compost per Leoš Janáček. Es va estrenar el 24 de juliol de 1891 a Praga amb l'orquestra dirigida per Mořic Anger, amb la direcció escènica de František Kolár i la coreografia d'Augustín Berger.